# ALF
Gordon Shumway ili poznatiji pod nadimkom ALF je izvanzemaljac s planeta Melmac. 
ALF je glavni lik u seriji ALF koja se emitirala od 1986. do 1990.,te s jednom posebnom epizodom emitiranom 2004.
Serija prevladava sarkastičnim humorom ALF-a u suživotu s obitelji Tanner. Pošto je izvanzemaljac, cijelo vrijeme je u kući, pa radi mnogo štete obitelji, ali oni ga svejedno vole.
Gordon je visok 104 centimetra, a omiljeno jelo su mu mačke. Ima neizmjeran smisao za humor i voli puno jesti. Serija je bila jako popularna svugdje u svijetu, a ALF je označen kao najpoznatiji izvanzemaljac u serijama. Nekoliko puta je lik bio gost u Tonight Showu. Danas se serija reprizira u mnogim državama.

## Produkcija
Glavni producenti Paul Fusco i Tom Patchett nisu htjeli otkrivati nikome kako Alf funkcionira. Cijeli lik su pokretali lutkari. Sam set je bio načinjen na visokoj platformi s mnogo vrata u podu, kako bi lutkari mogli pokretati Alfa. Ono što je najviše frustriralo sve je, da su neke scene morale biti snimane u roku od nekoliko dana zato što producenti nisu htjeli da se vide lutkari koji pokreću Alfa. Nekoliko puta, primjerice na glavnoj sceni predstavljanja glumaca u kostim Alfa bio je obučen patuljak Michu Mezsaros.

## Zanimljivosti
- Alfov glas davao je producent Paul Fusco. Njega se može vidjeti u epizodi u 4 sezoni, kada vodi emisiju Crime Stoppers.
- Alf ima 8 želudaca.
- Nije poznato ima li Alf srce. Ako ga ima nalazi se blizu desnog uha.
- Alf govori engleski i španjolski jezik.